# Simeone Latini
Simeone Latini (Cagliari, 12 gennaio 1970) è un attore e regista italiano.

## Biografia
Comincia la sua carriera teatrale nei primi anni novanta, come attor giovane del Teatro Stabile di Sardegna. Dopo un intenso lavoro come attore nei teatri di tutta l'isola, si trasferisce a Roma, dove resta per dieci anni, alternando la carriera teatrale (con registi quali Maurizio Scaparro, nel Lorenzaccio di De Musset, Giorgio Pressburger, in Autodafé di Elias Canetti e Giacomo Colli) a quella televisiva (Centovetrine, Camici Bianchi, Una donna per amico, Incantesimo, ecc.) e cinematografica. 
Negli stessi anni è protagonista di spot televisivi (Mulino Bianco, Cirio, Renault, Dolmio, Lexus, Unieuro), oltre che di telepromozioni, all'interno di programmi Rai, da novantesimo minuto a Domenica in, affiancato a Paolo Bonolis. Sempre nel periodo romano intraprende l’attività di doppiatore con la CDC (direzione di Cesare Barbetti) e NCD (diretto da Marisa Mantovani e Giuseppe Ferrara). 
Forte del bilinguismo in inglese, si trasferisce a Londra, dove collabora con BSkyB e National Geographic Channel, come voce ufficiale in Italiano e Inglese, e approfondisce lo studio del teatro elisabettiano e di William Shakespeare in particolare, che diventerà poi argomento di seminari e spettacoli. 
Ha affiancato alla carriera di attore e regista, quella di autore, scrivendo e dirigendo varie opere teatrali (tra queste Sea and Sardinia, nato dalla collaborazione con il musicista Fabio Furia) alcuni cortometraggi (premio dalla medaglia della Presidenza del Consiglio dei Ministri, e Golden Beggar) e un lungometraggio dal titolo L'Ospite (co-diretto con Nunzio Caponio) del quale è anche attore protagonista. 
Collabora con il Teatro Stabile di Innovazione Akròama come primo attore e, occasionalmente, regista.
È stato tra i protagonisti di Fuoco Amico TF45 con Raoul Bova, per la regia di Beniamino Catena (canale 5) e L’Isola di Pietro (Canale 5) con Gianni Morandi, The Eye of the Beholder (feature film, regia di Nicola Camoglio) oltre che di varie opere teatrali, da Medea (con la regia di Lea Karen Gramsdorff) a L'Amante di Harold Pinter, con la regia di Lelio Lecis, fino alla produzione italo-portoghese Spettri di H. Ibsen, con la regia di Rui Madeira, coprodotto da Akròama e il CTB di Braga. 
Nel 2023 è nel cast di Those About to Die serie tv con Anthony Hopkins e la regia di Roland Emmerich. Nel 2024 è tra i protagonisti del film Milarepa, regia L. Nero. Con: Harvey Keitel e F. Murray Abraham. 
Svolge attività di formatore come docente di dizione e insegnante di recitazione, lettura espressiva e presentazione persuasiva alla Scuola D'Arte Drammatica di Cagliari (della quale è direttore artistico). È stato vocal coach delle case farmaceutiche più importanti del mondo (Sanofi, Boehringer, ecc.). 
È la voce del canale Giallo Zafferano/Mondadori, Sky Dove, De Agostini Scuola e Studio Scopitone/Paris.
Dal 2023 è direttore artistico della Scuola d'Arte Drammatica di Cagliari. 
Nel 2021 traduce, con la moglie Domenica Fadda, il romanzo On the stage and off (Su e giù dal palco) dell'umorista inglese Jerome K. Jerome, pubblicato dalla casa editrice Janus. 

## Altre attività
Inizia a calcare i palchi nella metà degli anni ottanta come batterista della band heavy metal Salem's Lot con la quale incide anche un demotape nel 1989.
Dall'anno 2000 pratica Tango argentino, perfezionato con i maestri Mariano Frúmboli, Pablo Verón e Eloy Souto.